# Вільховець (притока Гнізни)
Вільховець — річка в Україні, у Тернопільському районі Тернопільської області, ліва притока Гнізни (басейн Дністра).

## Опис
Довжина річки 10 км, похил річки — 3,0 м/км. Формується з багатьох безіменних струмків та 1 водойми. Площа басейну 26,2 км².

## Розташування
Бере початок у селі Ілавче. Тече переважно на північний захід і в селі Сущині впадає в річку Гнізну, ліву притоку Серету.